# Gymnelus esipovi
Gymnelus esipovi är en fiskart som beskrevs av Chernova, 1999. Gymnelus esipovi ingår i släktet Gymnelus och familjen tånglakefiskar. Inga underarter finns listade i Catalogue of Life.